# ساختمان علیوندی
ساختمان آقای علیوندی مربوط به دوره پهلوی است و در تبریز، خیابان تربیت، پلاک ۹۰ واقع شده و این اثر در تاریخ ۲۳ بهمن ۱۳۸۵ با شمارهٔ ثبت ۱۷۳۴۳ به‌عنوان یکی از آثار ملی ایران به ثبت رسیده است.